# L'Héritage des espions
L'Héritage des espions (titre original A legacy of spies) est un roman de John le Carré publié en 2018 et traduit de l'anglais par Isabelle Perrin. Peter Guillam, héros récurrent des romans de John le Carré, est tiré de sa retraite en Bretagne par une convocation à Londres de ses anciens employeurs. Les opérations qu'il a menées pendant la guerre froide, en particulier celle ayant conduit à la mort d'Alec Leamas et Elizabeth Gold (L'Espion qui venait du froid), sont décortiquées par une nouvelle génération qui n'a que faire des luttes menées par les Occidentaux contre le bloc communiste.